# ديفيد ديفياجبون
ديفيد ديفياجبون (بالإنجليزية: David Defiagbon) مواليد 12 يونيو 1970 ولاية دلتا، نيجيريا، هو ملاكم نيجيري سابق صنّف ضمن فئة الوزن الثقيل. سبق أن شارك في دورة الألعاب الأولمبية الصيفية سنة 1992. حقق الميدالية الذهبية في دورة ألعاب الكومنولث 1990.

## المسيرة الاحترافية
من نزالاته:
- خسر أمام أوليغ ماسكايف (2004/07/23).

## إحصائيات
خاض خلال مسيرته 23 نزالا، فاز في 21 ولم يتعادل وخسر في 2. فاز بالضربة القاضية في 12 نزالا.

## الميداليات
| الميدالية | المسابقة                       |
| --------- | ------------------------------ |
| فضية      | الألعاب الأولمبية الصيفية 1996 |
| ذهبية     | دورة ألعاب الكومنولث 1990      |

## روابط خارجية
- ديفيد ديفياجبون على موقع بوكس ريك (الإنجليزية) (registration required)
- ديفيد ديفياجبون على موقع اللجنة الأولمبية الدولية (الإنجليزية)
- ديفيد ديفياجبون على موقع أوليمبيديا (الإنجليزية)
- ديفيد ديفياجبون على موقع اللجنة الأولمبية الكندية (الإنجليزية)
- ديفيد ديفياجبون على موقع اتحاد ألعاب الكومنولث (مؤرشف) (الإنجليزية)